# 维捷斯拉娃·卡普拉洛娃
维捷斯拉娃·卡普拉洛娃（捷克語：Vítězslava Kaprálová，1915年1月24日—1940年6月26日），捷克作曲家、指挥家。生于布尔诺一个音乐家庭，她的父亲是著名作曲家雅纳切克的学生、作曲家卡普拉尔（Václav Kaprál）。卡普拉洛娃从小在充满音乐的氛围中成长，她的老师包括指挥家塔利赫和明希，以及作曲家诺瓦克、娜迪亚·布朗热和马尔蒂努。其中，马尔蒂努与她相处的过程中，曾擦出类似恋情的火花，但她1940年时嫁给了艺术家穆夏的儿子、作家伊日·穆夏，然而在结婚后不到两个月，卡普拉洛娃就不幸在法国蒙彼利埃病逝，年仅25岁。
卡普拉洛娃的音乐创作在捷克20世纪上半叶的音乐史中有不低的地位，在她短暂的创作生涯中，有众多艺术歌曲和钢琴曲目（如《四月前奏曲》）传世，还有一部钢琴协奏曲、一部《军队小交响曲》等管弦乐作品。